# Torpille aérienne
 (juin 2025).
Motif : Quelles différences par rapport à Torpille justifient une page différente ?
- Archive Wikiwix
- Bing
- Cairn
- DuckDuckGo
- E. Universalis
- Gallica
- Google
- G. Books
- G. News
- G. Scholar
- Persée
- Qwant
- (zh) Baidu
- (ru) Yandex
- (wd) trouver des œuvres sur Wikidata

| 1. | Préciser le motif de la pose du bandeau. | Précisez le motif de la pose du bandeau en utilisant la syntaxe suivante : {{admissibilité à vérifier\|date=juillet 2025\|motif=remplacez ce texte par le motif}}                      |
| 2. | Informer les utilisateurs concernés.     | Pensez à avertir le créateur de l'article, par exemple, en insérant le code ci-dessous sur sa page de discussion : {{subst:avertissement admissibilité à vérifier\|Torpille aérienne}} |

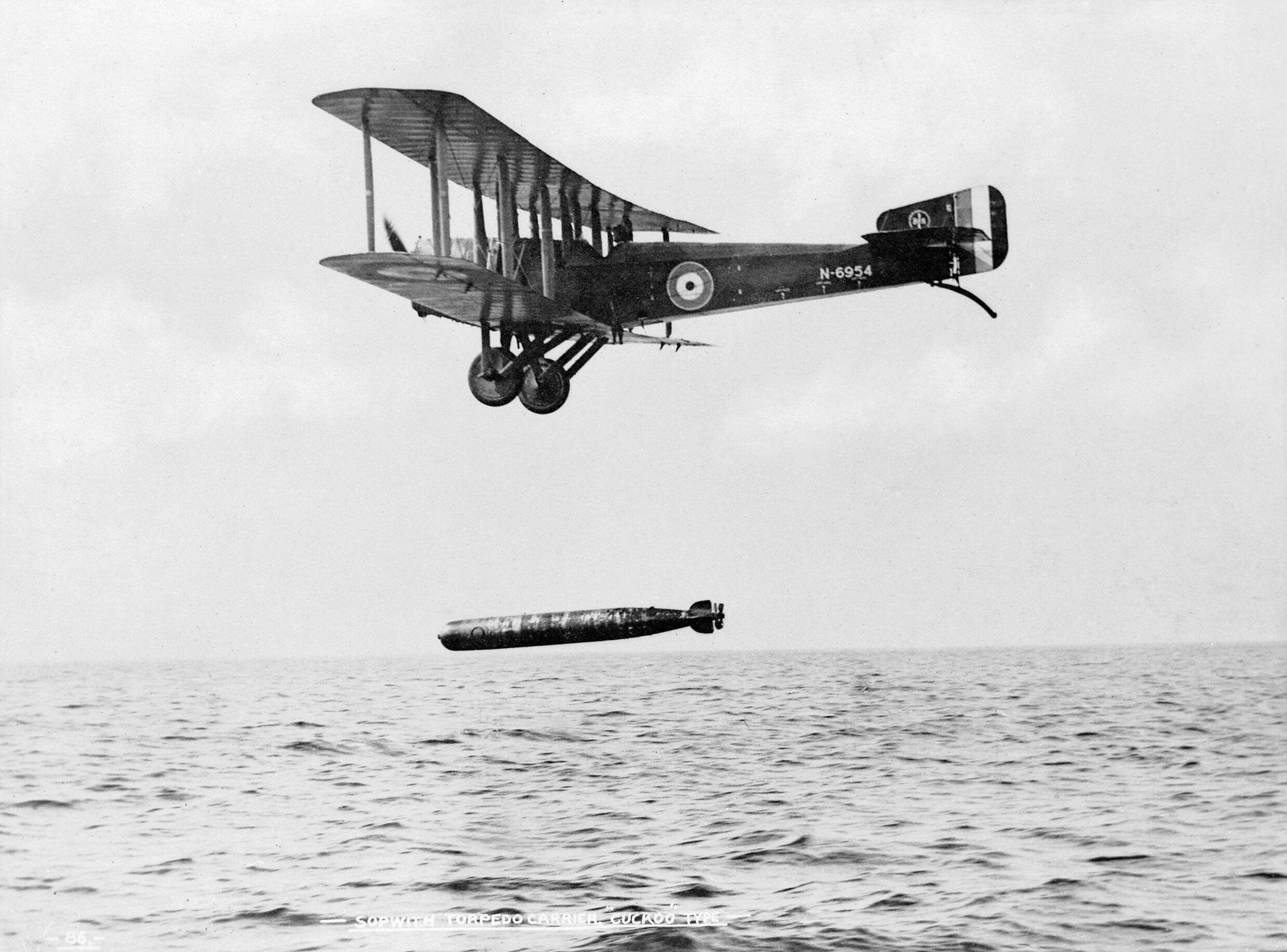
Torpille aérienne tirée depuis un Sopwith Cuckoo durant la première guerre mondiale

Une torpille aérienne ou torpille légère est une torpille de lutte anti-sous-marine qui peut être lancée par la majorité des navires de guerre depuis un tube lance-torpilles, par un avion de patrouille maritime ou des hélicoptères de l'aéronavale. Elle peut également être mise en œuvre par un missile porte-torpille/missile anti-sous-marin. Elle était destinée à couler des navires de surface ou des sous-marins, désormais à couler des sous-marins seulement en raison de l'efficacité du missile anti-navire,,,,,.

## Modèles de torpilles aériennes actuelles
- Torpille Mark 46
- Torpille MU90 Impact

## Galerie d'images

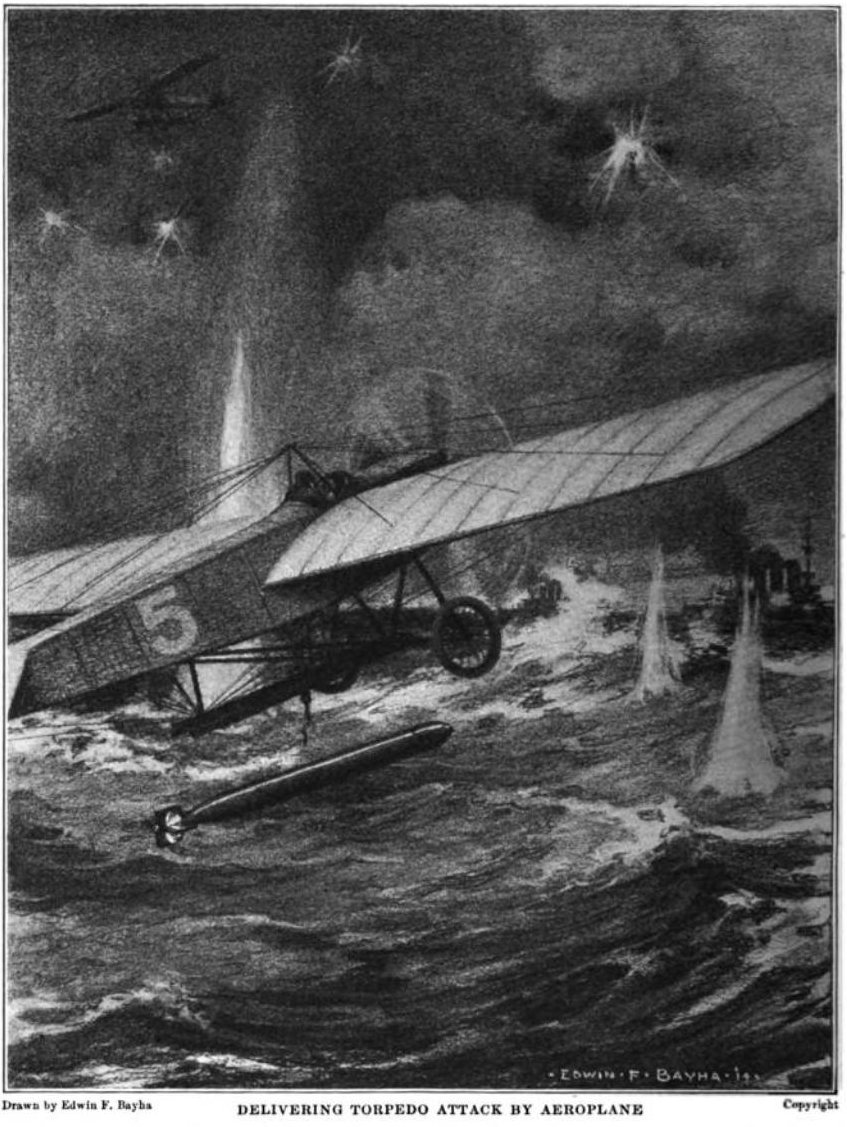
En 1915, le Read Admiral Bradley A. Fiske a conçu la torpille aérienne.
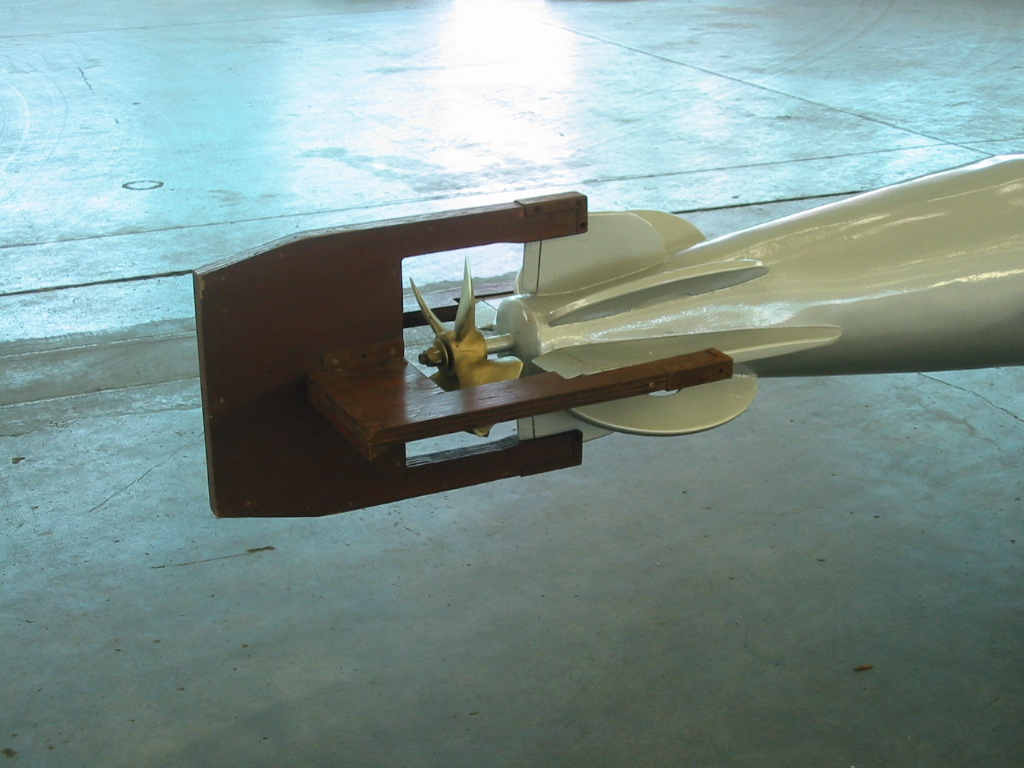
Dispositif permettant de guider la torpille en mode vertical jusqu'à l'eau
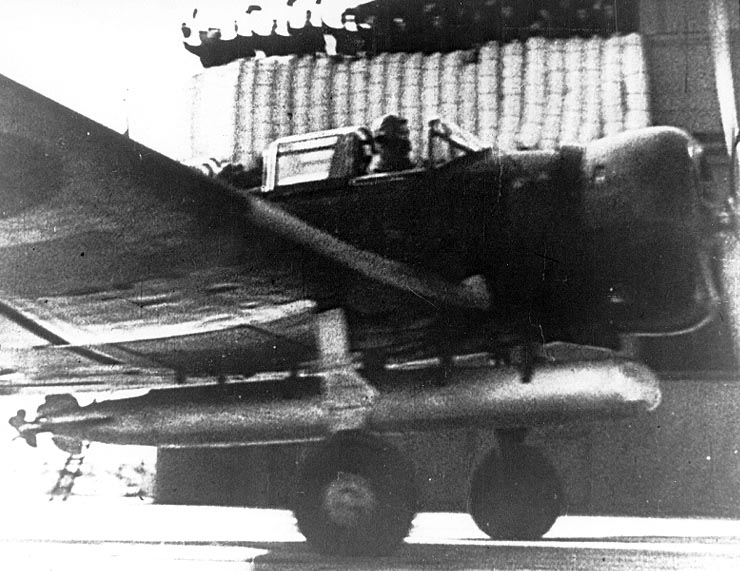
Un avion japonais Nakajima B5N1 armée d'une torpille aérienne décolle d'un porte-avions
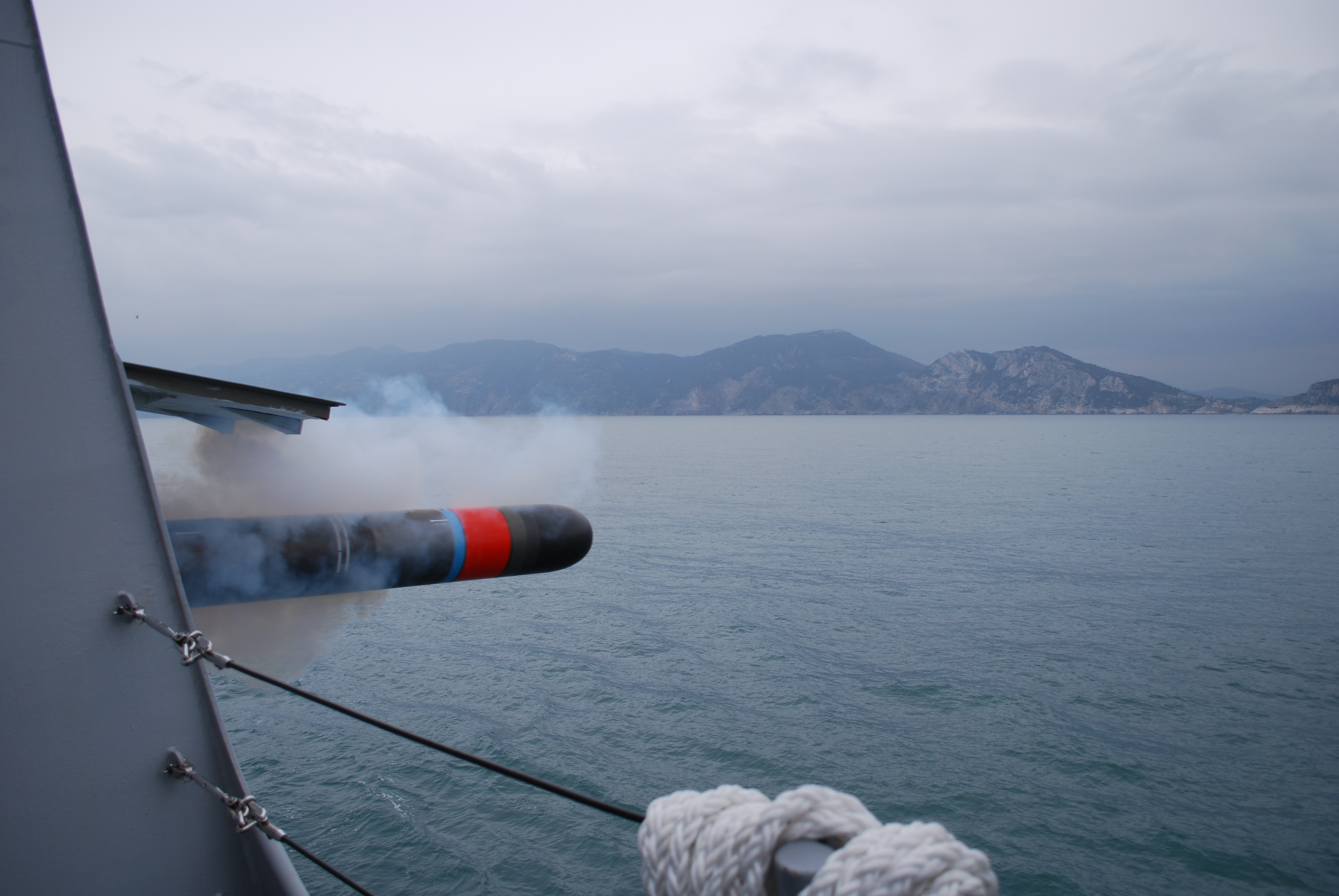
Tir de la Torpille MU90 Impact avec un tube lance-torpilles
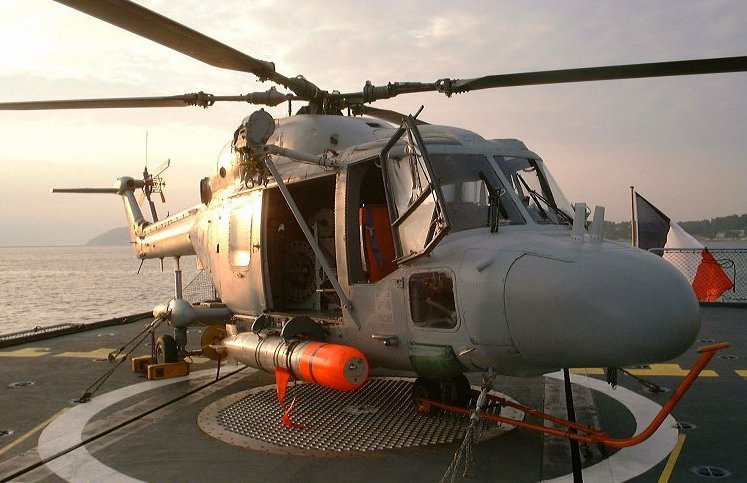
Hélicoptère Lynx avec une torpille Mark 46.
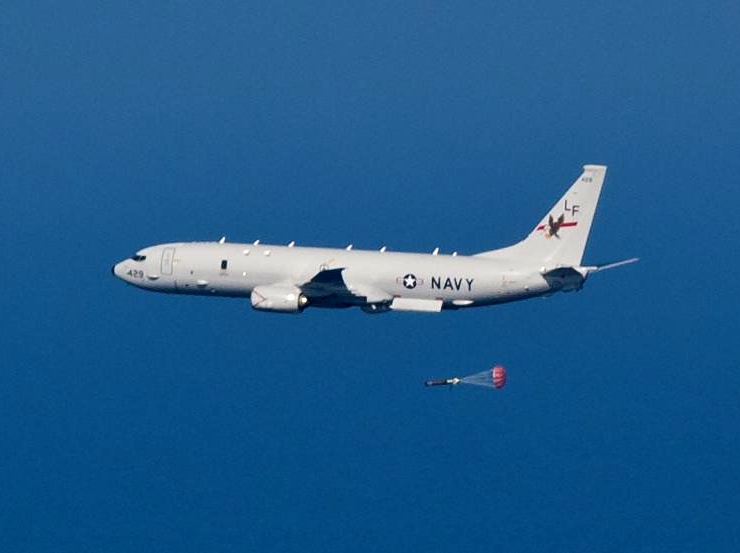
Boeing P-8A Poseidon avec une torpille Torpille Mark 46.